# Milos Kerkez
Milos Kerkez, né le 7 novembre 2003 à Vrbas en Serbie, est un footballeur international hongrois qui évolue au poste d'arrière gauche au Liverpool FC.

## Biographie

### En club
Né à Vrbas en Serbie, Milos Kerkez commence sa carrière au Győri ETO FC. Il joue son premier match en professionnel le 23 août 2020 contre le Dorogi FC, en championnat. Il est titularisé ce jour-là et son équipe s'incline par deux buts à zéro,,.
Le 29 janvier 2021, lors du mercato hivernal, Milos Kerkez rejoint l'AC Milan, où il est intégré à la Primavera,.
Le 29 janvier 2022, il rejoint l'AZ Alkmaar.
Il fait sa première apparition avec l'équipe première de l'AZ le 9 février 2022, lors d'une rencontre de coupe des Pays-Bas face au RKC Waalwijk. Il entre en jeu à la place de Owen Wijndal et son équipe s'impose par quatre buts à zéro.
Le 20 juillet 2023, Milos Kerkez rejoint l'Angleterre afin de s'engager en faveur de l'AFC Bournemouth pour un montant non divulgué,.
Il joue son premier match pour Bournemouth le 12 août 2023, à l'occasion de la première journée de la saison 2023-2024 de Premier League face à West Ham United. Il est titularisé et les deux équipes se neutralisent (1-1 score final).
Le 26 juin 2025, Kerkez a rejoint Liverpool pour un contrat de cinq ans, pour une somme estimée à 40 millions de livres sterling,.

### En sélection
En juin 2022, Milos Kerkez est convoqué pour la première fois avec l'équipe nationale de Hongrie par le sélectionneur Marco Rossi.
Il honore sa première sélection avec la Hongrie lors du rassemblement suivant, face à Allemagne le 23 septembre 2022, où il est directement titularisé. Son équipe crée la surprise en s'imposant sur le score de un but à zéro,.
En mai 2024, il est sélectionné par Marco Rossi pour participer à l'Euro 2024 avec la Hongrie.